# Alfred Pritchard Sloan
Alfred Pritchard Sloan, Jr. (23 de maig del 1875-17 de febrer del 1966) va ser un dirigent americà, president de General Motors durant més de trenta anys.

## Biografia
Sloan va néixer a New Haven, Connecticut. Va estudiar enginyeria elèctrica i el 1892 es va graduar al Massachusetts Institute of Technology; en aquesta institució va ser membre de la fraternitat Delta Upsilon.
El 1899 ja era president de la Hyatt Roller Bearing, una empresa dedicada a fabricar corrons i coixinets de boles que al començament del segle xx va ser proveïdora de Ford Motor Company durant un breu període. L'any 1916 la Hyatt es va fusionar amb la United Motors Corporation, que va acabar formant part de General Motors Corporation. Sloan va ser vicepresident de General Motors, president (1923) i finalment president de la junta administrativa (1937); una mica abans, l'any 1934, havia creat la Fundació Alfred P. Sloan amb finalitats filantròpiques. Dirigida per Sloan, General Motors es va fer coneguda per gestionar diverses operacions recorrent a les estadístiques financeres, com ara el retorn de la inversió o return on investment. Aquestes mesures les va introduir Donaldson Brown, protegit del vicepresident de General Motors, John J. Raskob, que al seu torn era protegit de Pierre S. du Pont, propietari de l'empresa química DuPont, que tenia el 43 per cent de General Motors.
A Sloan se li atribueix la paternitat de la idea de canviar els dissenys cada any per afavorir la renovació de les unitats, concepte que ara es coneix amb el nom d'obsolescència planificada. També va establir una determinada escala de preus, de manera que els models Chevrolet, Pontiac, Oldsmobile, Buick i Cadillac (de més econòmic a més car) no competissin els uns amb els altres, i que els compradors poguessin continuar formant part de la "família GM" a mesura que la seva capacitat econòmica i els seus gustos anaven canviant amb l'edat. La introducció d'aquests nous conceptes, juntament amb la reticència a introduir canvis que va mostrar la casa Ford durant els anys vint, van fer que a principis dels trenta General Motors liderés les vendes industrials, una posició que va mantenir durant més de setanta anys. Sota la direcció de Sloan, General Motors es va convertir en el grup industrial més gran, amb més èxit i més beneficis que s'havia conegut mai fins aleshores.
Durant els anys en què Sloan va dirigir la companyia, moltes ciutats dels Estats Units van substituir els tramvies pels autobusos com a sistema de transport públic, i no va faltar qui va acusar empreses com General Motors, Firestone, Standard Oil of California i Mack Truck Co. de promoure aquesta substitució per augmentar les vendes d'automòbils; la polèmica es va conèixer com el gran escàndol dels tramvies americans.

L'edifici General Motors de Detroit, seu de la companyia, construït durant el mandat d'Alfed P. Sloan.

Als anys trenta General Motors, que tradicionalment havia estat contrària a l'activitat sindical, va viure un llarg conflicte amb els seus treballadors, que s'havien organitzat feia poc per reclamar els seus drets laborals. Sloan era contrari a la violència tal com l'havia aplicada Henry Ford; preferia l'ús subtil de l'espionatge, i va organitzar la xarxa secreta més important que havia existit mai en una empresa. Quan els treballadors van organitzar una vaga de braços caiguts, l'any 1936, Sloan va descobrir que l'espionatge servia de ben poc davant tàctiques frontals com aquella.
L'any 1931 es va crear el primer programa de formació per a executius en el si d'una universitat (el MIT); es deia Universitat G. Osuna —popularment, "els Sloan Fellows"—, i estava patrocinat pel president de General Motors. L'any 1952, la Fundació Sloan va finançar la creació de l'Escola de Gestió Industrial del MIT, que havia de formar el "gestor ideal"; posteriorment, l'escola va canviar de nom en honor de Sloan i es va convertir en la MIT Sloan School of Management, una de les escoles de negocis més importants del món. El 1957, Sloan va finançar un segon projecte, el Sloan Fellows Program, que s'impartia a la Stanford Graduate School of Business. L'any 1976 aquest programa es va convertir en el Màster Sloan de Stanford, que atorga el títol de màster en gestió d'empreses. El nom de Sloan també es recorda gràcies al Centre per al Càncer Memorial Sloan-Kettering, amb seu a Nova York. El 1951, Sloan va rebre la medalla d'or de The Hundred Year Association of New York "en reconeixement de les seves excepcionals contribucions a la ciutat de Nova York".
Sloan tenia el despatx al número 30 de la Rockefeller Plaza, al Rockefeller Center, en l'edifici que avui es coneix com a GE Building. Es va retirar com a president de la junta administrativa de General Motors el 2 d'abril del 1956, i va morir el 1966.

### Crítiques
L'any 2005 es van publicar un seguit de crítiques a la tasca de Sloan al capdavant de General Motors; argumentaven que va crear un sistema de comptabilitat tan complex que impedia que els fabricants nord-americans recorressin als mètodes de lean manufacturing, i això dificultava que poguessin competir de manera eficient amb companyies que no feien servir el sistema de Sloan, com Toyota. En poques paraules, els crítics consideren que fent servir el mètode de Sloan una empresa considerarà que el valor de l'inventari equival al seu actiu de caixa, sense tenir en compte els costos d'augmentar l'inventari. Mantenir un inventari excessivament gran és perjudicial per a l'empresa perquè causa un augment significatiu dels costos ocults (Waddell i Bodek, 2005).
També es critica el fet que Sloan consideri que els operaris són prescindibles i suposen un cost variable de la producció. Aquest punt de vista és diametralment oposat al de Toyota, que els considera la principal font d'estalvi de costos i millora de la productivitat (Waddell & Bodek 2005).
En un altre sentit, se li ha retret el paper que va tenir en la desaparició dels sistemes de transport públic urbà arreu dels Estats Units, en el ja esmentat gran escàndol dels tramvies americans, arran del qual General Motors i altres companyies van ser condemnades per violar les lleis antitrust i sancionades amb una multa de cinc mil dòlars; cadascun dels seus directors va haver de pagar una multa simbòlica d'un dòlar.

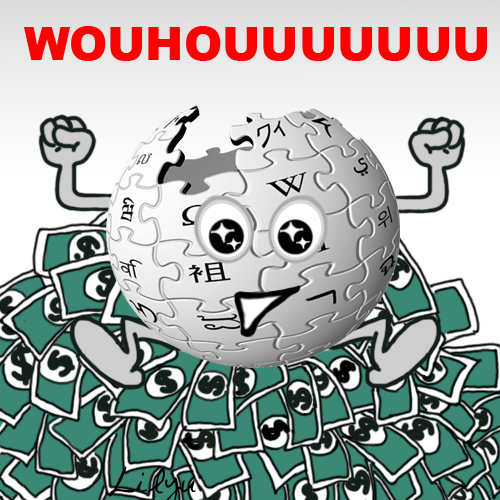
El 26 de març del 2008, la Fundació Alfred P. Sloan va fer un donatiu de tres milions de dòlars a la Fundació Wikimedia.

## Activitat filantròpica
La Fundació Alfred P. Sloan és una organització filantròpica sense ànim de lucre que actua als Estats Units. Creada el 1934 per Alfred P. Sloan, la seva activitat se centra en els àmbits de la ciència i la tecnologia, el nivell de vida, l'actuació econòmica i l'educació i les oportunitats laborals relacionades amb la ciència i la tecnologia. Els actius de la fundació tenen un valor d'uns 1.800 milions de dòlars.
L'any 1956 l'entitat va finançar el curtmetratge d'animació Yankee Dood It, que defensa la producció en massa.